# Acronicta phaedra
Acronicta phaedra là một loài bướm đêm trong họ Noctuidae.